# Bonhoeffer College (Enschede)
Het Bonhoeffer College is sinds 1 september 2001 een scholengemeenschap in Enschede en kent in 2012 zes vestigingen, verspreid over de stad. Ieder locatie heeft een eigen directie met daarboven een centrale directie in een apart pand. De scholengemeenschap dankt zijn naam aan de Duitse protestants-lutherse theoloog en predikant Dietrich Bonhoeffer, die met de Bekennende Kirche tegen het nationaalsocialisme streed.

## Locaties
- Van der Waalslaan 35: vwo, gymnasium, havo, vmbo
- Wethouder Beversstraat 195: vmbo, scholingsboulevard
- Bruggertstraat 60: vwo, gymnasium, havo, technasium, business school
  - Technasium en business school is alleen voor havo- en vwo-leerlingen.
- Geessinkweg 100: vmbo-t (mavo), expertisecentrum
- Vlierstraat 75: praktijkonderwijs
- Vlierstraat 77: centrale directie

## Bruggertstraat

### Gebouw
In 1961 is een ontwerpopdracht verstrekt aan de Amsterdamse architect Auke Komter voor nieuwbouw voor de toenmalige Christelijke HBS, Gymnasium en MMS, in 1965 omgedoopt tot Ichthus Lyceum en in 1968 tot Ichthus College. In hetzelfde jaar start Van Merksteyn met de bouw, voor een aanneemsom van € 1.495.500. 1 september 1964 huizen de Gymnasium- en MMS-afdelingen in en 1 september 1965 de HBS. De school had toen 600 leerlingen en groeide snel naar een omvang van 1200. In 2001 is de school opgegaan in het Bonhoeffer College.

## Scholingsboulevard
In het schooljaar 2008/2009 is een nieuwe vestiging geopend: Scholingsboulevard Enschede. Dit is een project van het Bonhoeffer College, Stedelijk Lyceum Enschede en ROC van Twente om het verschil tussen het vmbo en het mbo te verkleinen. Op de Scholingsboulevard kunnen leerlingen hun vmbo-opleiding volgen en direct daarna een mbo-opleiding doen.
De Scholingsboulevard bestaat uit vier sectoren:
- Techniek
- Economie
- Zorg en welzijn
- Vmbo-t

De vmbo-t leerlingen volgen een lesrooster met 'standaard' schoolvakken, zoals wiskunde, maatschappijleer en biologie. Leerlingen op vmbo-b of vmbo-k niveau zijn onderverdeeld in een van de andere drie sectoren, afhankelijk van het beroep dat de leerling wil gaan uitoefenen. Deze leerlingen kunnen dan meteen een baan in een specifieke beroepssector nemen, na hun middelbareschoolopleiding te hebben voltooid. Vmbo-t-leerlingen hebben geen beroepsgerichte, maar een theoretische opleiding, daarom volgen veel van hen later een mbo-studie.

## Zelfde naam
In Castricum bevindt zich ook een Bonhoeffer College, maar dat staat los van de scholengemeenschap in Enschede.